# Thalgo Australian Women's Hardcourts 1999
Il Thalgo Australian Women's Hardcourts 1999 è stato un torneo di tennis giocato sul cemento.
È stata la 3ª edizione del torneo di Gold Coast, che fa parte della categoria Tier III nell'ambito del WTA Tour 1999.
Si è giocato a Gold Coast in Australia, dal 3 al 9 gennaio 1999.

## Campionesse

### Singolare
Patty Schnyder ha battuto in final  Mary Pierce con il punteggio di 4–6, 7–6, 6–2

### Doppio
Corina Morariu /  Larisa Neiland hanno battuto in finale  Kristine Kunce /  Irina Spîrlea con il punteggio di 6–3, 6–3